# Glomerulonefrite membranosa
La  glomerulonefrite membranosa è una nefropatia caratterizzata clinicamente da sindrome nefrosica e dal punto di vista istologico da ispessimento della membrana basale glomerulare dovuto alla presenza di depositi elettrondensi a livello del versante epiteliale di quest'ultima.

## Epidemiologia
È la più frequente glomerulonefrite dell'adulto. L'incidenza è maggiore dalla quarta decade di età in poi mentre per quanto riguarda i sessi non vi è alcuna maggiore predisposizione. In età infantile è molto rara.

## Sintomatologia
Si rileva sindrome nefrosica o solo proteinuria nel 15% dei casi; nel 30% invece si nota sindrome nefritica. La pressione arteriosa è normale.

## Fattori di rischio
Della glomerulonefrite membranosa si conoscono una forma primitiva o idiopatica, cioè senza causa nota, e diverse forme secondarie, che insorgono cioè per l'azione di un fattore conosciuto. Riguardo alla forma secondaria della malattia, costituiscono fattore di rischio: alcuni tumori, l'esposizione a sali di oro e mercurio, il LES, l'uso di alcuni farmaci come la penicillamina, il diabete mellito e diverse infezioni come la malaria, la sifilide, l'epatite B.

## Esami
La diagnosi viene prima sospettata nell'anamnesi e con l'esame delle urine e successivamente confermata, se occorre, attraverso la biopsia renale. Deve essere esclusa nella diagnosi differenziale la presenza di masse neoplastiche (tumori).

## Anatomia patologica
In immunofluorescenza si notano dei depositi di immunocomplessi subepiteliali che modificano la membrana basale. Tali formazioni (visibili attraverso colorazione all'argento-metenamina) prendono il nome di spikes o spine, in relazione alla caratteristica forma. Si può inoltre notare l'inspessimento della parete capillare che porta successivamente a sclerosi e ialinosi dei glomeruli.

## Terapia
Il trattamento è farmacologico, si somministrano glucocorticoidi (metilprednisolone e prednisone) o ciclofosfamide, anche in combinazione. Inoltre vi sono altri farmaci, come il rituximab,  che come altri simili riduce la proteinuria, ma nessuno di essi viene utilizzato in ogni occasione. Occorre in ogni caso comprendere quale sia l'evento che ha scatenato tali manifestazioni e quali esse siano, ad esempio in caso di edema è probabile che in futuro, anche se con guarigione completa, vi saranno nuovi episodi. Il trapianto è una valida opzione terapeutica.

## Prognosi
La prognosi risulta generalmente buona (il 25% dei casi guarisce spontaneamente senza che vi sia bisogno di trattamento), ma al contempo un altro 25% invece rischia l'insufficienza renale.